# Piotr Cegiełka
Piotr Cegiełka (ur. 1978 w Płocku) – prozaik i dramaturg. 
Zadebiutował zbiorem opowiadań Sandacz w bursztynie (2001, drugie wydanie w 2005). Utwory zamieszczone w tomie korzystają z poetyki banalizmu (długie opisy codziennych czynności, jak robienie kanapek czy przeglądanie gazet i nic w nich nieznajdowanie), jak również groteski, absurdu czy nawet fantastyki.
Autor publikował czasopismach „Twórczość”, „Studium”, „Ha!art”, „Lampa i Iskra Boża”, „Pro Arte”, „Undergrunt”, „Rita Baum” i in.